# 弗雷苏尔菲
弗雷苏尔菲是葡萄牙布拉干萨区的一个堂区。总面积18.15平方公里，总人口100人，人口密度5.5人/平方公里。